# Pismo tybetańskie

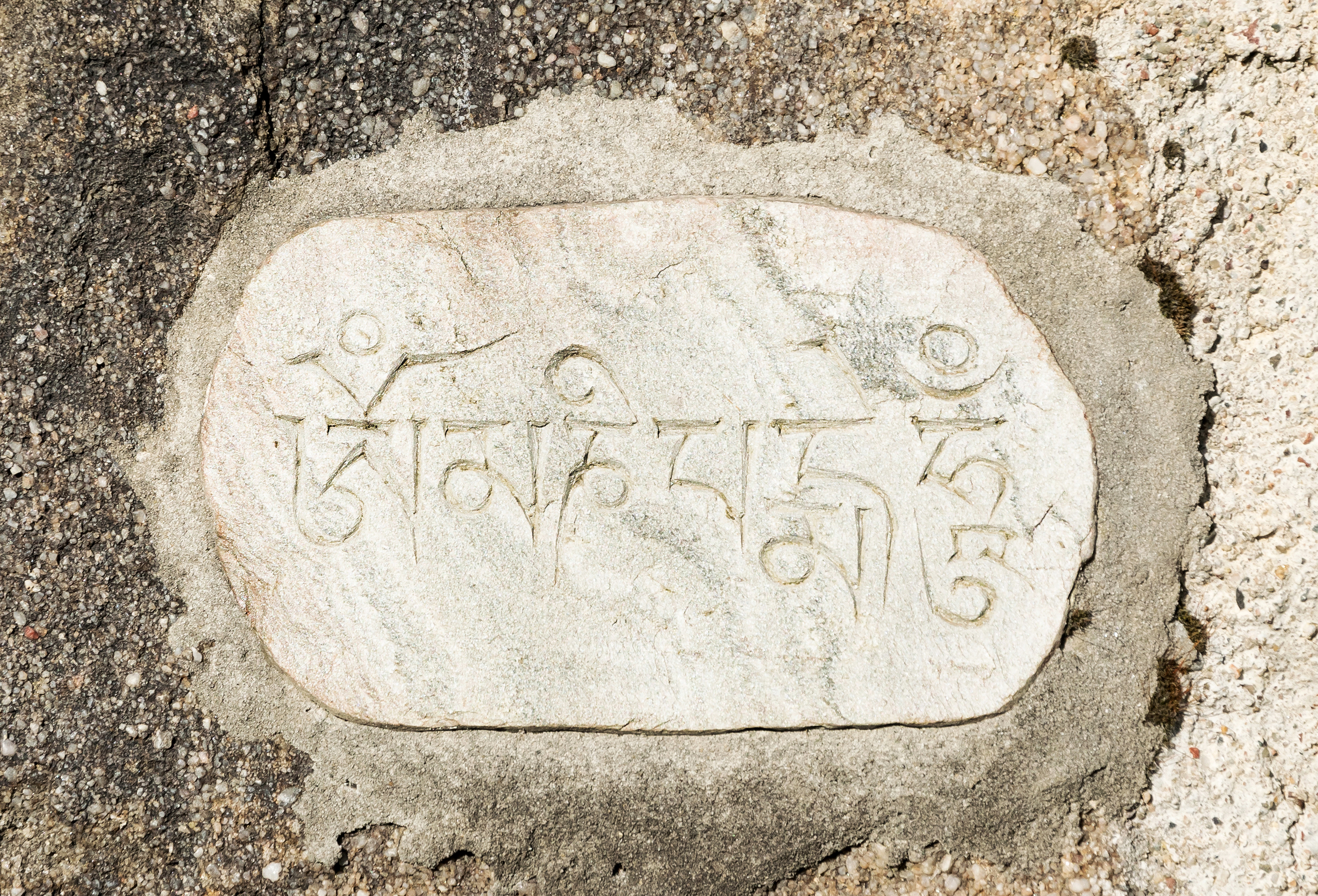
Inskrypcja w języku tybetańskim

Pismo tybetańskie – alfabet sylabiczny używany do zapisu języka tybetańskiego oraz języków pokrewnych (dzongkha, ladakhi i czasami balti). Wywodzi się z północnoindyjskich systemów pisma, dlatego też zarówno kształt niektórych liter, jak i sposób zapisu samogłosek wykazuje wyraźne podobieństwo do alfabetów indyjskich. Pismo tybetańskie posiada dwie główne odmiany: དབུ་ཅན་ dbu-can (uchen), używaną w druku, oraz formę kursywną དབུ་མེད་ dbu-med (umé) wykorzystywaną w piśmie odręcznym. Pismo tybetańskie wywarło także wpływ na powstanie pisma lepcza.

## Historia

Mantra Om mani padme hum w alfabecie tybetańskim

Stworzenie pisma tybetańskiego przypisuje się ministrowi króla Songtsen Gampo (569-649) o nazwisku Thonmi Sambhota.

## Charakterystyka
- Podobnie jak w innych alfabetach sylabicznych pochodzenia indyjskiego, podstawą pisma jest sylaba (spółgłoska z domyślną niezapisywaną samogłoską „a” np. ཀ „ka”). Wyrazy są oddzielone od siebie kropką u góry np. དབྱིན༌ཇི dbyin-ji wymowa: jindźi (angielski).
- Gdy występuje zbitka spółgłoskowa, poszczególne spółgłoski należące do tej samej sylaby zapisywane są w nieco zmodyfikowanej formie w pionowej kolumnie np. ཀྲ kra, ཀྱ kya, སྐ ska, སྐྱ skya.
- Samogłoski inne niż „a” zaznaczane są za pomocą specjalnych znaków diakrytycznych. Na przykład sylaba ཀ „ka” po dodaniu odpowiednich diakrytyków samogłoskowych zamienia się w ཀི „ki”, ཀུ „ku”, ཀེ „ke”, lub ཀོ „ko”.
- Przykłady kombinacji zbitki spółgłoskowej z diakrytykiem samogłoskowym: སྐྱི skyi, སྨུ smu, རྒྱུ rgyu.

| ཀ ka [ká]    | ཁ ḱa [kʰá]   | ག ga [ɡà/ʔkʰà]    | ང nga [ŋà] |
| ཅ ca [tɕá]   | ཆ ća [tɕʰá]  | ཇ ja [dʑà/ʔtɕʰà]  | ཉ nya [ɲà] |
| ཏ ta [tá]    | ཐ t́a [tʰá]   | ད da [dà/ʔtʰà]    | ན na [nà]  |
| པ pa [pá]    | ཕ ṕa [pʰá]   | བ ba [bà/ʔpʰà]    | མ ma [mà]  |
| ཙ tsa [tsá]  | ཚ t́śa [tsʰá] | ཛ dza [dzà/ʔtsʰà] | ཝ wa [wà]  |
| ཞ z̀a [ʑà/ɕà] | ཟ za [zà/sà] | འ 'a [ʔà]         | ཡ ya [jà]  |
| ར ra [rà]    | ལ la [là]    | ཤ s̀a [ɕá]         | ས sa [sá]  |
| ཧ ha [há]    | ཨ a [ʔá]     |                   |            |

## Metody transkrypcji i transliteracji

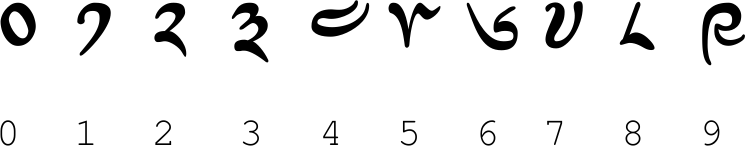
Cyfry tybetańskie

Aktualnie w polskich publikacjach używane są zasadniczo dwa sposoby zapisu słów i tekstów tybetańskich:
- Tzw. transliteracja Wyliego – uznana przez tybetologów na całym świecie metoda dokładnej transliteracji tekstu tybetańskiego, czyli oddania za pomocą alfabetu łacińskiego praktycznie każdej litery tybetańskiej, w tym również liter niewymawianych.
- Polska transkrypcja, czyli oddanie przy zachowaniu polskich zasad ortograficznych w miarę możliwości wiernie wymowy tybetańskiej (w standardowej odmianie języka, używanej w Lhasie)

Oprócz powyższych konwencji, niektórzy autorzy preferują transkrypcję angielską.
Przykład (zapis imienia i nazwiska XIV Dalaj Lamy):
- w alfabecie tybetańskim: བསྟན་འཛིན་རྒྱ་མཚོ
- transliteracja Wyliego: bstan-ʼdzin-rgya-mtsho
- polska transkrypcja: Tenzin Gjaco
- angielska transkrypcja: Tenzin Gyatso